# Harald Wieselgren
Harald Ossian Wieselgren, född 2 november 1835 i Västerstads socken i Skåne, död 17 mars 1906 i Stockholm, var en svensk  biblioteksman, biografisk skriftställare och publicist. Han var son till Peter Wieselgren och far till Ragnar Wieselgren.

## Biografi
Harald Wieselgren blev student vid Lunds universitet 1852 och ingick efter avlagd kansliexamen 1854 som extra ordinarie amanuens vid Kungliga biblioteket i Stockholm, men återvände till Lund och promoverades där till filosofie magister 1856.
Detta och följande år tjänstgjorde han vid läroverk i Helsingborg och Stockholm samt under några månader som tillförordnad konsistorienotarie under biskopsvisitationer i Lunds stift och som tillförordnad kanslerssekreterare för Lunds universitet. Under ett halvt års vistelse i Paris (1856–1857) ägnade han arbete åt arkivforskning och åt franska tidningspressen i skandinavistisk riktning. 
Efter återupptagen tjänstgöring vid Kungliga biblioteket förordnades han till andre amanuens 1858, utnämndes till andre amanuens 1861 och till förste samma år samt var bibliotekarie där 1877–1900. Under 13 år (1857–1870) var han dessutom bibliotekarie hos hertig August av Dalarna. År 1864 företog Wieselgren en utländsk resa med offentligt uppdrag beträffande den blivande nybyggnaden för Kungliga biblioteket. Han redigerade 1857–1865 "Svenskt biografiskt lexikon. Ny följd" (bokstäverna A–K) och 1866–1879 "Ny illustrerad tidning", om vars utveckling han inlade stor förtjänst.
Av de hundratals biografier och porträttexter han författade i nämnda tidning utgav han 1880 ett urval av femtio nekrologer under titeln Ur vår samtid. Hans Bilder och minnen (1889) innehåller bland annat "riksdagsgalleri" (ur "Stockholms dagblad") och "dödsrunor" (ur "Ny illustrerarad tidning" och kalendern "Svea"). Eugène Fahlstedt skriver i Nordisk familjebok: "I den biografiska konsten torde W. ha varit den främste bland sin samtids svenskar. Hans kringsynthet på politikens, lärdomens och publicitetens områden i förening med sympatisk uppfattning samt ett klart, smidigt och omväxlande framställningssätt gjorde honom särdeles ägnad för lefnadstecknarens värf." 
Omfångsrikare biografiska arbeten av honom är Lars Johan Hierta (1881), "som i sakrikedom och framställningskonst tillhör våra bästa monografier" (Karl Warburg), och Cavour, Italiens befriare (1884) om Camillo di Cavour. Nämnas kan också porträttexterna Præsides för den svenska konstakademien under hennes första tre halfsekel 1735–1885 (1897) samt konstnärsskildringarna Johan Fredrik Höckert 
(1900) och Johan August Malmström (1904). Wieselgren skrev även artiklar i "Historisk tidskrift", i "Svenska landsmålsföreningarnas tidskrift", i "Ymer", i "Antiqvarisk tidskrift för Sverige", i "Samlaren", i Nordisk familjebok, i "Ord och bild". 

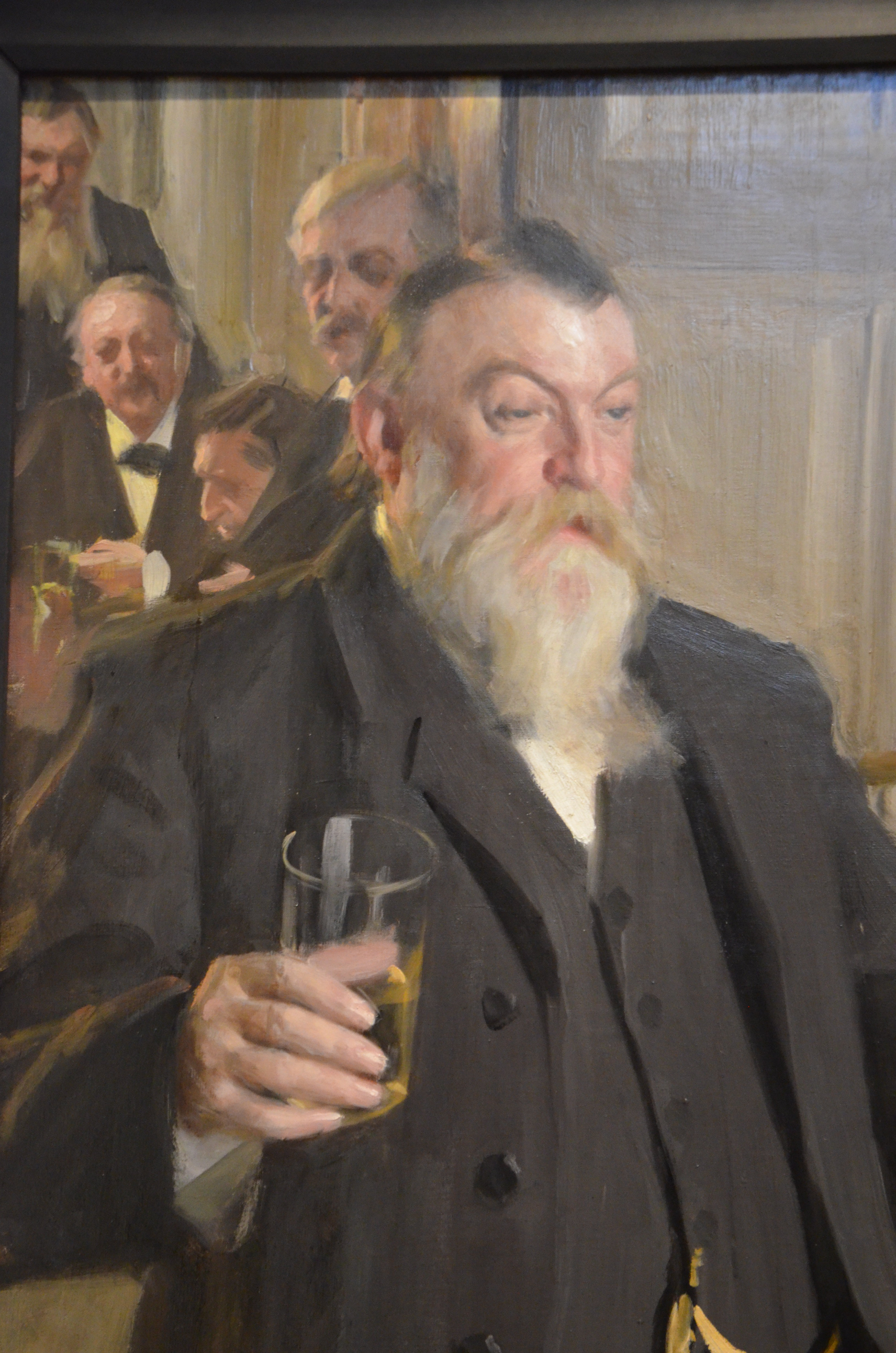
Anders Zorns En skål i Idun från 1892.

Han meddelade flera år i "Aftonbladet" och "Stockholms dagblad" resebilder från forna svenska besittningar (Finland, Östersjöprovinserna, Pommern). I bokform utgavs hans resebrev Öfver Atlanten (1876). Vidare märks hans småskrifter I gamla dagar och i våra (1900–02). I Svenska fornskriftssällskapets styrelse var Wieselgren medlem under en följd av år, och i dess "Samlingar" utgav han "Helige Bernhards skrifter" (1855–66). I "Studentföreningen Verdandis småskrifter" författade han åtskilliga häften (nummer 7, 34 och 60). Wieselgren var 1862 medstiftare av Sällskapet Idun i Stockholm och till sin död dettas sammanhållande kraft. 
År 1863 började han tillsammans med Axel Key en serie offentliga föreläsningar i huvudstaden, vilka sedermera övertogs och leddes av en kunglig direktion, till dess det till dennas förfogande ställda statsanslaget indrogs. Fahlstedt skriver: "W. var i vida kretsar känd och uppskattad som sällskapsman med aldrig sinande humor och en märkvärdig förmåga att blixtsnabbt uppfatta samt i talets form belysa en situation, på en gång lekande och meningsfullt, varvid exemplifieringen hämtade styrka ur hans ovanligt omfattande beläsenhet och minne." 
Han blev 1896 ledamot av Vitterhetsakademien och höll där sitt inträde med avhandlingen Drottning Kristinas bibliotek och bibliotekarier före hennes bosättning i Rom. Han var 1901–06 en av kommitterade för tryckfrihetens vård. År 1895 lät Sällskapet Idun över honom slå en medalj (modell av J.A. Lindberg) med anledning av hans fyllda 60 år. Anders Zorns träffsäkra porträtt av Wieselgren i målningen "En skål i Idun" har blivit världsbekant. En rik samling brev till Wieselgren lämnades av hans son efter hans död till Kungliga biblioteket. Harald Wieselgren är begravd på Lidingö kyrkogård.